# Затерянный город Z (книга)
«Затерянный город Z: Повесть о смертельной одержимости на Амазонке» (англ. The Lost City of Z: A Tale of Deadly Obsession in the Amazon) — документальная книга американского писателя Дэвида Гранна, опубликованная в 2009 году и рассказывающая об приключениях британского исследователя капитана Перси Фосетта, который в 1925 году исчез вместе со своим сыном в Амазонии во время поисков затерянного города. Получила высокие оценки критиков и была удостоена ряда литературных премий. По её мотивам был снят фильм «Затерянный город Z».